# Nuno Cobra
Nuno Cobra Ribeiro (São José do Rio Pardo, 13 de agosto de 1938) é um preparador físico e palestrante brasileiro.
Formado pela Escola de Educação Física de São Carlos e pós-graduado pela Universidade de São Paulo (USP). É o autor do livro A Semente da Vitória, em que propõe "chegar ao cérebro pelo músculo e ao espírito pelo corpo".
Foi instrutor dos atletas Christian Fittipaldi, Rubens Barrichello, Mika Hakkinen, Jaime Oncins, Cássio Motta, Cláudia Monteiro, Patrícia Medrado e Gil de Ferran, todos na década de 1990. Seu primeiro aluno foi um fazendeiro sedentário chamado Sebastião Carneiro que transformou-se em um campeão de tênis nos anos de 1950. Entretanto, seu nome está associado ao de outro ex-aluno e campeão, Ayrton Senna. Nuno Cobra foi professor da Escola de Educação Física de Bauru (ITE) no fim da década de 1960.
Nuno é pai de Renato Cobra e Nuno Cobra Junior, bem como irmão da advogada e ex-política Zulaiê Cobra Ribeiro.
Em setembro de 2017 foi preso pela Policia Federal (PF) sob a acusação de abuso sexual.